# Luchthaven Rémy de Haenen
Luchthaven Rémy de Haenen (Frans: Aéroport de Saint-Barthélemy-Rémy-de-Haenen) (vroeger bekend als Saint-Jean Gustaf III, Saint Barthélemy Airport of St. Jean Airport) is een vliegveld gelegen in het dorpje Saint-Jean op het Caribische eiland Saint-Bartélemy. Het vliegveld staat bekend als zeer gevaarlijk maar desondanks zijn er zelden ongelukken gebeurd. Het vliegveld heeft een start- en landingsbaan van 650 m en ligt op een hoogte van 15 m. De richting van de startbaan is 10/28. Bij de nadering op baan 10 moeten de vliegtuigen zeer laag over een heuvel vliegen. Op deze heuvel ligt een autoweg. Bij nadering op baan 28 vliegt het vliegtuig zeer laag over een strand.
St Barth Commuter, de enige luchtvaartmaatschappij op Saint-Barthélemy, heeft haar hub op de Luchthaven Saint-Rémy de Haenen. De maatschappij voert er vluchten uit naar het naburige Sint Maarten.
Het vliegveld was vernoemd naar koning Gustaaf III van Zweden, maar is in 2015 hernoemd naar Rémy de Haenen, vliegtuigpionier en voormalige burgemeester van Saint Barthélemy. De hernoeming is controversieel, omdat de Haenen drie keer in de gevangenis had gezeten vanwege smokkel.

## Incidenten en ongelukken
Op 24 maart 2001 was een de Havilland Canada DHC-6 Twin Otter van Air Caraïbes met zeventien passagiers en twee bemanningsleden vertrokken van Princess Juliana International Airport in Sint Maarten. Tijdens de landingspoging raakte het vliegtuig een huis en vloog in brand. Een man op de grond werd gedood en zijn vrouw was gewond. De piloot probeerde het vliegtuig onder controle te houden, maar crashte. Er waren geen overlevenden.